# Wyspy Francji
Lista wysp należących do Francji metropolitalnej, jej departamentów zamorskich oraz zbiorowości zamorskich.

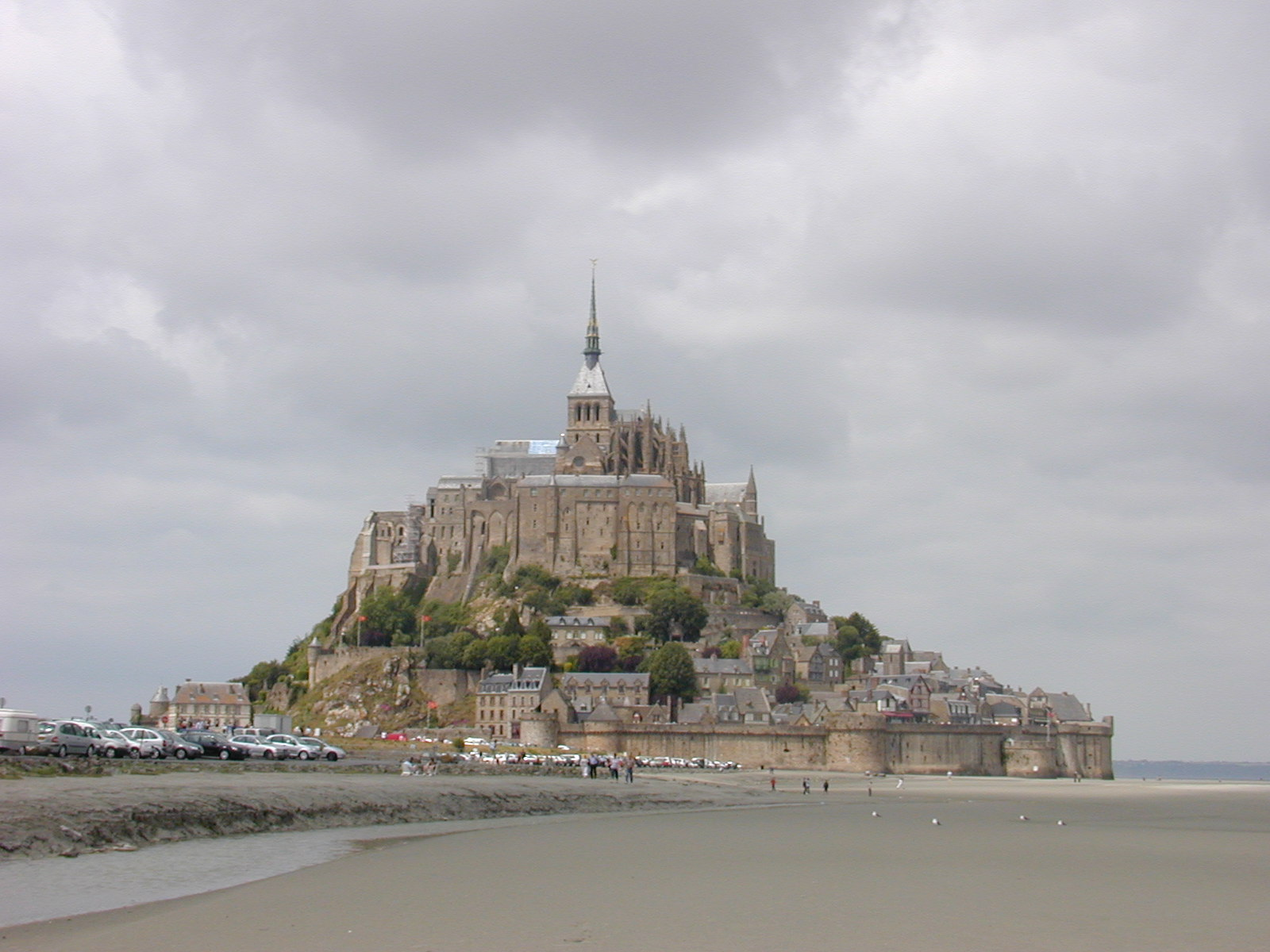
Mont Saint-Michel podczas odpływu

## Wyspy wybrzeża atlantyckiego

### Dolna Normandia
- Mont Saint-Michel: pow. 0,97 km²; wys. 80 m, 48°38′10″N 1°30′41″W/48,636111 -1,511389
- Tombelaine: dł. 250 m, szer. 150 m, niezamieszkana, wys. 45 m (la Folie) 48°39′36″N 1°30′46″W/48,660000 -1,512778
- Îles Saint-Marcouf (2 niezamieszkane wysepki)
  - Île de Terre: pow. 3,4 ha; wys. 10 m; 49°29′37″N 1°09′16″W/49,493611 -1,154444
  - Île du Large: średnica 53 m, 49°29′52″N 1°08′46″W/49,497778 -1,146111
- Chausey (archipelag obejmujący akwen w kształcie prostokąta o wymiarach: 13 km x 6,5 km; posiadający 365 wysepek widocznych podczas odpływu a tylko 52 podczas przypływu; maksymalna wysokość pływów 14 m): łączna pow. 6,5 km²; 48°52′51″N 1°49′07″W/48,880833 -1,818611
  - la Grande-Île: pow. 45,0 ha (dł. 2 km; szer. 700 m); wys. 37 m (latarnia morska); jedyna zamieszkana: 30 osób (1999), 48°52′N 1°50′W/48,866667 -1,833333
  - La Genétaie: 1,82 ha
  - La Meule: 1,38 ha
  - La Houllée: 0,86 ha
  - L'île aux Oiseaux: 0,62 ha
  - Grand Epail: 0,29 ha
  - Le Sound: dł. 500 m, szer. 100 m
  - La Passe de Beauchamp
  - L'Est de l'Archipel
  - Le Centre de l'Archipel
  - L'Ouest de l'Archipel
- pozostałe wyspy (2 niezamieszkane)
  - Tatihou: pow. 29 ha, 49°35′20″N 1°14′36″W/49,588889 -1,243333
  - Île Pelée: 49°40′12″N 1°35′01″W/49,670000 -1,583611

### Bretania

#### Ille-et-Vilaine
- Wyspy Saint-Malo (6 niezamieszkanych wysepek)
  - Cézembre: pow. 0,18 km²; dł. 750 m, szer. 250 m, linia brzegowa 1,8 km; wys. 38 m n.p.m., 48°40′37″N 2°04′17″W/48,676944 -2,071389
  - Grand Bé: dł. 500 m, 48°39′08″N 2°02′00″W/48,652222 -2,033333
  - Rocher de Bizeux: wys. 5 m n.p.m., 48°37′41″N 2°01′36″W/48,628056 -2,026667
  - Petit Bé: 48°39′09″N 2°02′19″W/48,652500 -2,038611
  - La Conchée: 48°41′01″N 2°02′39″W/48,683611 -2,044167
  - Fort National: 48°39′17″N 2°01′24″W/48,654722 -2,023333
- Wyspy Cancale (3 niezamieszkane wysepki)
  - Île Harbour: pow. 0,18 km²; wys. 15 m n.p.m., 48°39′10″N 2°04′10″W/48,652778 -2,069444
  - Île des Landes: wys. 38 m n.p.m., 48°42′42″N 1°50′10″W/48,711667 -1,836111
  - Île des Rimains: wys. 14 m n.p.m., 48°40′54″N 1°49′56″W/48,681667 -1,832222
- pozostałe wyspy (3 niezamieszkane)
  - Île Agot: dł. 600 m, szer. 270 m, 48°38′18″N 2°09′34″W/48,638333 -2,159444
  - Fort du Guesclin: wys. 33 m, 48°41′48″N 1°53′46″W/48,696667 -1,896111
  - Les Tintiaux

#### Côtes-d’Armor
- Archipel de Bréhat: 11 wysp, 439 mieszk., wys. 35 m n.p.m., 48°50′N 2°59′W/48,833333 -2,983333
  - Île-de-Bréhat: pow. 3,09 km²; wys. 34 m n.p.m., 439 mieszk. (2007), 48°50′49″N 2°59′55″W/48,846944 -2,998611
  - Île Béniguet: pow. 0,18 km²; wys. 27 m n.p.m., niezamieszkana, 48°50′33″N 3°01′06″W/48,842500 -3,018333
  - Île à Bois: pow. 0,15 km²; niezamieszkana, 48°49′50″N 3°04′30″W/48,830556 -3,075000
  - Île Lavrec: pow. 0,1 km²; niezamieszkana, wys. 12 m n.p.m., 48°50′48″N 2°59′17″W/48,846667 -2,988056
  - Île Verte: dł. 430 m, szer. 200 m, wys. 16 m n.p.m., 48°50′34″N 3°02′14″W/48,842778 -3,037222
  - Île Logodec: wys. 21 m n.p.m., niezamieszkana, 48°50′23″N 2°59′28″W/48,839722 -2,991111
  - Île Maudez: wys. 17 m n.p.m., niezamieszkana, 48°51′43″N 3°02′18″W/48,861944 -3,038333
  - Île Ar-Morbic: wys. 16 m n.p.m., niezamieszkana, 48°51′34″N 2°58′53″W/48,859444 -2,981389
  - Île Grou Ezen
  - Île Raguenès
  - Raguénès Meur
- Archipel des Sept-Îles: 5 wysp głównych i 4 wysepki, niezamieszkane, wys. 56 m n.p.m., 48°50′N 2°59′W/48,833333 -2,983333
  - Île Bono: pow. 7,72 ha (największa wyspa archipelagu), wys. 53 m n.p.m., 48°52′58″N 3°28′49″W/48,882778 -3,480278
  - Île Plate: pow. 5,50 ha; wys. 22 m n.p.m., 48°52′59″N 3°29′55″W/48,883056 -3,498611
  - Île aux Moines: pow. 5,24 ha; wys. 45 m n.p.m., 48°52′43″N 3°29′28″W/48,878611 -3,491111
  - Rouzic: pow. 3,3 ha; wys. 56 m n.p.m., 48°53′57″N 3°26′14″W/48,899167 -3,437222
  - Malban: pow. 1,2 ha; wys. 39 m n.p.m., 48°53′28″N 3°27′49″W/48,891111 -3,463611
  - Le Cerf: 48°52′30″N 3°30′26″W/48,875000 -3,507222
  - Les Costans: 48°53′29″N 3°29′13″W/48,891389 -3,486944
  - Île aux Rats
  - Ar Moudennoù
- pozostałe wyspy i wysepki
  - Île-Grande: pow. 3,0 km²; wys. 35 m n.p.m., 800 mieszk. (2006), 48°48′05″N 3°34′30″W/48,801389 -3,575000
  - Archipel des Triagoz(inne języki): dł. 2 km, szer. 500 m, wys. 20 m n.p.m., 48°52′30″N 3°38′30″W/48,875000 -3,641667
  - Archipel des Ebihens (2 niezamieszkane wysepki): pow. 20 ha, 48°37′23″N 2°11′25″W/48,623056 -2,190278
    - Ebihens
    - La Nellière

  - Île Saint-Riom: pow. 8 ha, dł. 720 m, szer. 350 m, wys. 44 m n.p.m., 48°47′52″N 2°58′52″W/48,797778 -2,981111
  - Molène: pow. 1 ha, wys. 17 m n.p.m., niezamieszkana, 48°46′51″N 3°36′32″W/48,780833 -3,608889
  - Îlot de la Colombière: dł. 280 m, wys. 11 m n.p.m., niezamieszkana, 48°37′22″N 2°12′23″W/48,622778 -2,206389
  - Mez de Goëlo: wys. 60 m n.p.m., niezamieszkana, 48°46′47″N 2°56′52″W/48,779722 -2,947778
  - Île Milliau: wys. 52 m n.p.m., okresowo zamieszkiwana, 48°46′09″N 2°35′49″W/48,769167 -2,596944
  - Îlot du Verdelet: wys. 47 m n.p.m., niezamieszkana, 48°21′41″N 2°19′58″W/48,361389 -2,332778
  - Île d'Er: wys. 25 m n.p.m., niezamieszkana, 48°52′23″N 3°11′14″W/48,873056 -3,187222
  - Île Aganton: wys. 11 m n.p.m., niezamieszkana, 48°47′55″N 3°35′45″W/48,798611 -3,595833
  - Le Grand-Pourier: niezamieszkana, 48°40′40″N 2°29′15″W/48,677778 -2,487500
  - Île Renote: niezamieszkana, 48°50′10″N 3°30′15″W/48,836111 -3,504167
  - Îlot Saint-Michel: 48°39′19″N 2°25′32″W/48,655278 -2,425556
  - Îles de Bugeles
  - Île de Coastaeres
  - Île Illiec
  - Île Lemenez
  - Île Loaven
  - Île Marquer
  - Île Morville
  - Île de Pors Scaff
  - Île Saint-Gildas
  - Île Tomé ou Taveeg
  - Trelevern

#### Finistère
- Archipel des Glénan(inne języki): 11 wysp, pow. 5,05 km²; niezamieszkane, 48°43′N 4°00′W/48,716667 -4,000000
  - Île de Bananec: 47°43′22″N 3°59′30″W/47,722778 -3,991667
  - Île de Brunec: 47°43′46″N 4°00′00″W/47,729444 -4,000000
  - Fort Cigogne: wys. 12 m, 47°43′01″N 3°59′36″W/47,716944 -3,993333
  - Île de Drénec: 47°43′02″N 4°00′35″W/47,717222 -4,009722
  - Île Guéotec: 47°42′47″N 3°57′58″W/47,713056 -3,966111
  - Île du Loc'h: 47°42′18″N 3°59′46″W/47,705000 -3,996111
  - Île aux Moutons: 47°46′31″N 4°01′45″W/47,775278 -4,029167
  - Île de Penfret: 47°43′05″N 3°57′21″W/47,718056 -3,955833
  - Île de Quignénec: 47°42′32″N 4°00′51″W/47,708889 -4,014167
  - Île de Saint-Nicolas: 47°43′26″N 4°00′00″W/47,723889 -4,000000
  - Île de Guiriden
- Archipel de Molène: 11 wysepek, 48°23′N 4°55′W/48,383333 -4,916667
  - Île-Molène: pow. 0,72 km²; dł. 1,2 km; szer. 800 m, wys. 26 m n.p.m., 221 mieszk., 48°23′50″N 4°57′20″W/48,397222 -4,955556
  - Île de Béniguet: pow. 0,63 km²; dł. 2,5 km; szer. 300 m, wys. 16 m n.p.m., niezamieszkana, 48°20′58″N 4°51′21″W/48,349444 -4,855833
  - Quéménès: pow. 0,3 km²; dł. 1,6 km; szer. 400 m, wys. 13 m n.p.m., linia brzegowa 3,42 km; 3 mieszk., 48°22′25″N 4°53′58″W/48,373611 -4,899444
  - Île de Trielen: pow. 0,27 km²; dł. 1 km, szer. 300 m, linia brzegowa 2,39 km; niezamieszkana, 48°22′24″N 4°56′10″W/48,373333 -4,936111
  - Île de Balanec: pow. 0,18 km²; dł. 1 km, szer. ¾ km, niezamieszkana, 48°25′N 4°59′W/48,416667 -4,983333
  - Île de Litiry: dł. 700 m, szer. 60 m, niezamieszkana, 48°22′30″N 4°53′12″W/48,375000 -4,886667
  - Ledenez Vraz: dł. 600 m, szer. 300 m, niezamieszkana, 48°24′N 4°57′W/48,400000 -4,950000
  - Morgol: dł. 140 m, szer. 60 m, wys. 8 m n.p.m., niezamieszkana, 48°22′18″N 4°52′53″W/48,371667 -4,881389
  - Île aux Chrétiens
  - Île de Bannec
  - Lédénes de Quéménès
- pozostałe wysepki (ok. 30)
  - Ouessant: pow. 15,58 km²; dł. 8 km, szer. 4 km, wys. 64 m n.p.m., 883 mieszk. (2008), 48°28′N 5°06′W/48,466667 -5,100000
  - Île de Batz: pow. 3,05 km²; dł. 3,5 km; szer. 1,5 km; linia brzegowa 10 km, wys. 33 m n.p.m., 594 mieszk. (2008), 48°44′43″N 4°00′35″W/48,745278 -4,009722
  - Ile-Tudy: pow. 1,26 km²; wys. 5 m n.p.m., 719 mieszk. (2008), 47°50′36″N 4°10′01″W/47,843333 -4,166944
  - Île de Sein: pow. 0,58 km²; dł. 6 km, szer. 50–800 m, wys. 9 m n.p.m., 223 mieszk. (2008), 48°02′12″N 4°50′58″W/48,036667 -4,849444
  - Île Callot: dł. 3 km, wys. 33 m n.p.m., ~20 mieszk. (2007), 48°41′20″N 4°55′30″W/48,688889 -4,925000
  - Île de Keller: pow. 0,28 km²; wys. 31 m n.p.m., niezamieszkana, 48°28′48″N 5°05′48″W/48,480000 -5,096667
  - Île Tristan: dł. 450 m, szer. 250 m, wys. 33 m n.p.m., 48°06′06″N 4°20′15″W/48,101667 -4,337500
  - Château du Taureau: pow. 0,2 ha; niezamieszkana, 48°40′33″N 4°53′04″W/48,675833 -4,884444
  - Île d'Iock: wys. 27 m n.p.m., niezamieszkana, 48°31′45″N 4°46′30″W/48,529167 -4,775000
  - Île de Sieck: wys. 23 m n.p.m., niezamieszkana, 48°42′18″N 4°03′56″W/48,705000 -4,065556
  - Île Carn: wys. 19 m n.p.m., niezamieszkana, 48°34′30″N 4°41′33″W/48,575000 -4,692500
  - Île Melon: wys. 15 m n.p.m., niezamieszkana, 48°29′07″N 4°46′38″W/48,485278 -4,777222
  - Île Louët: wys. 14 m n.p.m., niezamieszkana, 48°40′24″N 4°53′19″W/48,673333 -4,888611
  - Île Noire: latarnia morska (14 m n.p.m.), 48°40′21,24″N 4°52′32,14″W/48,672567 -4,875594
  - Îlot des Capucins: niezamieszkana, 48°19′09″N 4°34′59″W/48,319167 -4,583056
  - La Cormorandière: niezamieszkana, 48°20′37″N 4°31′47″W/48,343611 -4,529722
  - Île Ségal: niezamieszkana, 48°26′18″N 4°47′19″W/48,438333 -4,788611
  - Île Verte: niezamieszkana, 48°46′18″N 3°48′02″W/48,771667 -3,800556
  - Îles de l'Aber Wrach
  - Île du Bec
  - Île Chevallier
  - Île Garo
  - Île Guenioc
  - Île Tariec
  - Tévennec
  - Île Stagadon
  - Île Venan
  - Île Vierge
  - Île Wrac'h

#### Morbihan
- wyspy Zatoki Morbihan
  - Îles Logoden (2 niezamieszkane wysepki), pow. 1,8 ha; wys. 18 m n.p.m.
    - Grande Logoden: pow. 1,2 ha; wys. 18 m n.p.m., 47°36′44″N 2°49′01″W/47,612222 -2,816944
    - Petite Logoden: pow. 0,6 ha; wys. 9 m n.p.m., 47°36′52″N 2°48′54″W/47,614444 -2,815000

  - Îles Harnic
    - Grand Harnic
    - Petit Harnic

  - Îles Vézid
    - Grand Vézid
    - Petit Vézid

  - pozostałe wyspy Zatoki Morbihan
    - Îles d'Arz (9 wysp, w tym 1 zamieszkana), pow. 3,3 km²
      - Île d'Arz: pow. 2,69 km²; dł. 2,5 km; szer. 2 km, wys. 17 m n.p.m., linia brzegowa 18 km, 252 mieszk. (2007), 47°35′27″N 2°48′05″W/47,590833 -2,801389
      - Île Ilur: pow. 0,41 km²; dł. 1 km, szer. 800 m, wys. 17 m n.p.m., niezamieszkana, 47°34′25″N 2°47′27″W/47,573611 -2,790833
      - Île de Lerne: śr. 200 m, wys. 11 m n.p.m., niezamieszkana, 47°35′29″N 2°45′48″W/47,591389 -2,763333
      - Île Drenec: 2 wysepki, wys. 8 m n.p.m., niezamieszkane, 47°36′31″N 2°48′12″W/47,608611 -2,803333
        - Drénec Vihan
        - Drénec Vras

      - Île Piren: wys. 8 m n.p.m., niezamieszkana, 47°35′59″N 2°49′21″W/47,599722 -2,822500
      - Île Mouchiouse: wys. 5 m n.p.m., niezamieszkana, 47°36′N 2°49′W/47,600000 -2,816667
      - Île Iluric: wys. 3 m n.p.m., niezamieszkana, 47°33′51″N 2°47′34″W/47,564167 -2,792778
      - Île du Charles: wys. 2 m n.p.m., niezamieszkana, 47°34′41″N 2°47′07″W/47,578056 -2,785278

    - Île-aux-Moines: pow. 3,1 km²; dł. 7 km, szer. 5 km, wys. 31 m n.p.m., 542 mieszk. (2007), 47°35′51″N 2°50′36″W/47,597500 -2,843333
    - Île Tascon: wys. 17 m n.p.m., 3 mieszk., 47°34′46″N 2°43′57″W/47,579444 -2,732500
    - Île de Berder: pow. 0,23 km²; wysokość 8 m n.p.m., niezamieszkana, 47°34′45″N 2°53′15″W/47,579167 -2,887500
    - Gavrinis: pow. 0,30 km²; dł. 750 m, szer. 400 m, wys. 24 m n.p.m., niezamieszkana, 47°34′23″N 2°53′53″W/47,573056 -2,898056
    - Île de la Jument: pow. 0,12 km²; dł. 780 m, szer. 150 m, wys. 8 m n.p.m., 47°34′07″N 2°53′16″W/47,568611 -2,887778
    - Île Irus: pow. 0,12 km²; wysokość 16 m n.p.m., niezamieszkana, 47°36′41″N 2°50′56″W/47,611389 -2,848889
    - Boëdic: pow. 0,11 km²; szer. 350 m, wys. 9 m n.p.m., 47°36′53″N 2°46′47″W/47,614722 -2,779722
    - Hent Tenn: pow. 1,5 ha; wysokość 8 m n.p.m., 47°33′52″N 2°53′10″W/47,564444 -2,886111
    - Er Lannic: pow. 1,0 ha; wysokość 7 m n.p.m., niezamieszkana, 47°34′04″N 2°53′49″W/47,567778 -2,896944
    - Île Bailleron: pow. 0,6 ha; wysokość 11 m n.p.m., niezamieszkana, 47°34′35″N 2°44′53″W/47,576389 -2,748056
    - Île de Boëd: dł. 1,5 km; szer. 100 m, wysokość 15 m n.p.m., niezamieszkana, 47°36′27″N 2°45′44″W/47,607500 -2,762222
    - Île Creïzic: wys. 18 m n.p.m., niezamieszkana, 47°34′40″N 2°52′05″W/47,577778 -2,868056
    - Île Govihan: wys. 14 m n.p.m., niezamieszkana, 47°33′30″N 2°50′30″W/47,558333 -2,841667
    - Île Brannec: wys. 13 m n.p.m., niezamieszkana, 47°33′42″N 2°50′58″W/47,561667 -2,849444
    - Île Holavre: wys. 12 m n.p.m., niezamieszkana, 47°36′25″N 2°49′54″W/47,606944 -2,831667
    - Er Runio: wys. 11 m n.p.m., niezamieszkana, 47°34′46″N 2°55′44″W/47,579444 -2,928889
    - Sept Îles: wys. 11 m n.p.m., niezamieszkana, 47°35′06″N 2°55′49″W/47,585000 -2,930278
    - Île de Conleau: wys. 10 m n.p.m., 47°37′43″N 2°46′43″W/47,628611 -2,778611
    - Îles de Brouel: wys. 7 m n.p.m., niezamieszkana, 47°35′12″N 2°49′42″W/47,586667 -2,828333
    - Le Grand Huernic: wys. 7 m n.p.m., niezamieszkana, 47°34′58″N 2°56′14″W/47,582778 -2,937222
    - Île Godec: wys. 4 m n.p.m., niezamieszkana, 47°33′54″N 2°48′18″W/47,565000 -2,805000
    - La Dervenn: wys. 3 m n.p.m., niezamieszkana, 47°34′25″N 2°44′38″W/47,573611 -2,743889
    - Enézy: wys. 3 m n.p.m., niezamieszkana, 47°34′17″N 2°43′56″W/47,571389 -2,732222
    - Le Cohty: wys. <1 m n.p.m., niezamieszkana, 47°34′19″N 2°44′26″W/47,571944 -2,740556
    - Corn Bihan: niezamieszkana, 47°35′02″N 2°43′13″W/47,583889 -2,720278
    - Danlen
    - Inézic
    - Île Longue
    - Île de Mancel
    - Île aux Oiseaux
    - Pladic
    - Île de la Pointe
    - Quistinic
    - Radenec
    - Île Reno
    - Stibiden
    - Trohennec
- pozostałe wyspy departamentu
  - Belle-Île-en-Mer: pow. 85,63 km²; dł. 17 km, szer. 9 km, wys. 71 m n.p.m., linia brzegowa 80 km, 4 735 mieszk. (1999), 47°20′N 3°10′W/47,333333 -3,166667
  - Groix: pow. 14,82 km²; dł. 8 km, szer. 3 km, wys. 48 m n.p.m., 2 291 mieszk. (2007), 47°38′N 3°28′W/47,633333 -3,466667
  - Île-d’Houat: pow. 2,91 km²; dł. 5 km, szer. 1,5 km; wys. 42 m n.p.m., 311 mieszk. (2007), 47°23′25″N 2°57′22″W/47,390278 -2,956111
  - Hœdic: pow. 2,08 km²; dł. 3 km, szer. 1 km, wys. 22 m n.p.m., 115 mieszk. (2007), 47°20′25″N 2°52′40″W/47,340278 -2,877778
  - Méaban: niezamieszkana, 47°31′46″N 2°56′48″W/47,529444 -2,946667
  - Île de Belair
  - Les Grands Cardinaux
  - Les Petits Cardinaux
  - Île aux Chevaux
  - Île Glazic
  - Île Keragan
  - Les Poulains
  - Île de Saint-Cado
  - Île Theviec
  - Île Valhuec

### Kraj Loary

#### Loara Atlantycka
Wszystkie wyspy są niezamieszkane, większość z nich leży w nurcie lub estuarium Loary:
- Île Batailleuse: pow. 1,71 km²; dł. 4 km, szer. 730 m, 47°22′14″N 0°59′50″W/47,370556 -0,997222
- Île d'Arrouix: pow. 1,15 km²; dł. 3,6 km; szer. 600 m, 47°16′40″N 1°24′06″W/47,277778 -1,401667
- Île de la Chênaie: pow. 0,99 km²; dł. 3 km, szer. 600 m, 47°15′10″N 1°26′20″W/47,252778 -1,438889
- Île Neuve-Macrière: pow. 0,83 km²; dł. 4,1 km; szer. 320 m, 47°20′58″N 1°14′09″W/47,349444 -1,235833
- Île Massereau: pow. 0,80 km²; dł. 2,2 km; szer. 400 m, 47°15′15″N 1°53′37″W/47,254167 -1,893611
- Île Dorelle: pow. 0,71 km²; dł. 2 km, szer. 650 m, 47°19′24″N 1°19′23″W/47,323333 -1,323056
- Île Meslet: pow. 0,68 km²; dł. 2,6 km; szer. 410 m, 47°23′11″N 0°56′30″W/47,386389 -0,941667
- Île Coton: pow. 0,62 km²; dł. 2,4 km; szer. 400 m, 47°21′05″N 1°12′26″W/47,351389 -1,207222
- Île Bernardeau-Boire-Rousse: pow. 0,61 km²; dł. 2,3 km; szer. 400 m, 47°22′17″N 1°07′52″W/47,371389 -1,131111
- Île Kerguelen: pow. 0,56 km²; dł. 2,2 km; szer. 440 m, 47°22′11″N 1°07′14″W/47,369722 -1,120556
- Île Pinette: pow. 0,55 km²; 47°12′47″N 1°29′50″W/47,213056 -1,497222
- Île Neuve: pow. 0,47 km²; dł. 2,7 km; szer. 340 m, 47°18′40″N 1°20′56″W/47,311111 -1,348889
- Île de Monty: pow. 0,37 km²; dł. 1,9 km; szer. 280 m, 47°15′56″N 1°25′31″W/47,265556 -1,425278
- Île aux Moines (Loire): pow. 0,33 km²; dł. 1,6 km; szer. 300 m, 47°12′37″N 1°30′51″W/47,210278 -1,514167
- Île Forget: pow. 0,18 km²; dł. 850 m, szer. 300 m, 47°12′37″N 1°30′51″W/47,210278 -1,514167
- Île Briand: pow. 0,15 km²; dł. 1,2 km; szer. 190 m, 47°22′03″N 1°06′18″W/47,367500 -1,105000
- Île Moquart: pow. 0,15 km²; dł. 1,2 km; szer. 190 m, 47°22′03″N 1°02′09″W/47,367500 -1,035833
- Île Delage: pow. 0,12 km²; dł. 1 km, szer. 200 m, 47°22′10″N 1°10′02″W/47,369444 -1,167222
- Île Dumet: pow. 8,5 ha; dł. 600 m, szer. 150 m, 47°24′42″N 2°37′15″W/47,411667 -2,620833
- Île Ripoche: pow. 6,0 ha; dł. 800 m, szer. 140 m, 47°17′29″N 1°23′24″W/47,291389 -1,390000
- Île Clémentine: pow. 4,4 ha; dł. 650 m, szer. 150 m, 47°14′41″N 1°27′34″W/47,244722 -1,459444
- Île Saint-Nicolas: pow. 2,0 ha; dł. 450 m, szer. 100 m, 47°16′49″N 2°06′30″W/47,280278 -2,108333
- Île Perdue (Loire): pow. 0,12 ha; dł. 190 m, szer. 45 m, 47°20′10″N 1°18′28″W/47,336111 -1,307778
- Les Évens: wys. 6 m n.p.m., 47°14′42″N 2°23′15″W/47,245000 -2,387500
- Banc de Bilho: 47°17′28″N 2°07′43″W/47,291111 -2,128611
- Île de la Pierre Percée: 47°13′24″N 2°20′40″W/47,223333 -2,344444
- Baguenaud
- Le Grand Charpentier
- Les Troves

#### Wandea
- Île de Noirmoutier: pow. 48,77 km²; dł. 25 km, szer. do 15 km, wys. 20 m n.p.m., 9 592 mieszk., 46°58′N 2°13′W/46,966667 -2,216667
- L’Île-d’Yeu: pow. 23,32 km²; dł. 25 km, szer. do 15 km, wys. 32 m n.p.m., 4 906 mieszk. (2007), 46°43′30″N 2°20′50″W/46,725000 -2,347222
- Île du Pilier: pow. 4 ha, wys. 8 m n.p.m., niezamieszkana, 47°02′28″N 2°21′28″W/47,041111 -2,357778
- Les Chiens Perrins
- Île de Bouin

### Poitou-Charentes
- Île d’Oléron: pow. 174,39 km²; wys. 34 m n.p.m., 21 242 mieszk. (2007), Saint-Pierre-d’Oléron: 6 377 osób (2008) 45°55′N 1°18′W/45,916667 -1,300000
- Île de Ré: pow. 85,32 km²; Peu des Aumonts 20 m n.p.m., 17 640 mieszk. (2006), Sainte-Marie-de-Ré: 3 112 osób (2008) 46°12′N 1°26′W/46,200000 -1,433333
- Île d’Aix: pow. 1,29 km²; dł. 3 km, szer. 600 m, wys. 15 m n.p.m., 219 mieszk. (2007), 46°00′46″N 1°10′21″W/46,012778 -1,172500
- Île Madame: pow. 0,78 km²; dł. 1 km, szer. 600 m, wys. 18 m n.p.m., 45°57′25″N 1°06′50″W/45,956944 -1,113889
- Fort Boyard: pow. 2 689 m², dł. 68 m, szer. 31 m, wys. 20 m n.p.m., 45°59′59″N 1°12′50″W/45,999722 -1,213889
- Fort Énet: pow. około 1 200 m², średnica 35 m, 46°00′14″N 1°08′35″W/46,003889 -1,143056

### Akwitania
- Banc d'Arguin: pow. około 10 km², dł. 4 km, szer. 2 km, 44°35′04″N 1°14′32″W/44,584444 -1,242222
- Île aux Oiseaux: pow. 0,3 km²; 44°35′04″N 1°14′32″W/44,584444 -1,242222
- Phare de Cordouan (latarnia morska): średnica 41 m, wys. 69,7 m n.p.m.; 45°35′11″N 1°10′24″W/45,586389 -1,173333

### Estuarium rzekiŻyronda
- bezimienna wysepka (plateau de Cordouan): pow. 0,04 km²; wys. 5 m n.p.m., 45°36′06″N 1°09′03″W/45,601667 -1,150833

## Wyspy Morza Śródziemnego

### Langwedocja-Roussillon
- Fort de Brescou (Agde)

### Prowansja-Alpy-Lazurowe Wybrzeże
- Archipel des Embiez:
  - Île des Embiez
  - Île du Grand Gaou
  - Île du Petit Gaou
  - Île du Grand Rouveau
  - Île du Petit Rouveau
- Îles d'Hyères:
  - Île de Bagaud
  - Îlot de la Gabinière
  - Île du Levant
  - Île de Porquerolles
  - Île de Port-Cros
  - Île du Grand Ribaud
  - Île du Petit Ribaud
- Îles de Lérins:
  - Îlot Saint-Ferréol
  - Île Saint-Honorat
  - Île Sainte-Marguerite
  - Îlot de la Tradelière
- Îles de Marseille:
- Calanques:
  - Île de Calseraigne
  - Petit Congloué
  - Les Empereurs
  - L’Estéou
  - Île de Jarre
  - Île de Jarron
  - Île Maïre
  - Île Moyade
  - Les Moyadons
  - Les Pharillons
  - Île de Riou
  - Rocher du torpilleur
  - Île Tiboulen de Maïre
- Archipel du Frioul:
  - Île des Eyglaudes
  - Grand Salaman
  - Gros Estéou
  - Île d'If
  - Petit Salaman
  - Île de Pomègues
  - Île de Ratonneau
  - Île de Riou
  - Îlot de Tiboulen du Frioul
- pozostałe wyspy Marsylii :
  - Île de Planier
  - Île d'Endoume
  - Île Degaby
  - Rocher des Pendus
- pozostałe wyspy prowincji Prowansja-Alpy-Lazurowe Wybrzeże :
  - Île Aragnon
  - Île de Bendor
  - Rocher des Deux Frères
  - Île de l’Éverine
  - Les Fourmigues
  - Île de La Grande Mona
  - Île de la Grande Vaquette
  - Île Jarre
  - Le Lion de mer
  - Le Lion de terre
  - Île d'Or
  - Île de la Redonne
  - Île Rousse (Bandol)
  - Île Verte (La Ciotat)
  - Île des Vieilles

### Korsyka
- Korsyka (wyspa)
- Îles Cerbicale:
  - Île Forana
  - Île de Maestro Maria
  - Île Piana
  - Île Pietricaggiosa
  - Île du Toro
  - Rocher de la Vacca
- pozostałe archipelagi Korsyki :
  - Îles Finocchiarola
  - Îles Lavezzi
  - Îlots des Moines
  - Îles Sanguinaires
  - Îles de la Tonnara
  - Îles du Toro
- pozostałe wyspy Korsyki :
  - Île du Brocciu
  - Île Bruzzi
  - Île Cala di Zeri
  - Île du Cap de Feno
  - Îlot de Capense
  - Île de Cap Morsetta
  - Île de Cap Rossu
  - Île Cavallo
  - Île d'Eccica
  - Île de Gargali
  - Île de Gargalo
  - Île de Garganellu
  - Île de la Giraglia
  - Île d’Orchinu
  - Île de la Pietra
  - Île de Pinarellu
  - Île Roscana
  - Île de Spano